# Viktor Zoebarev
Viktor Jegorovitsj Zoebarev (Aksu, 10 april 1973 – Omsk, 18 oktober 2004) was een Kazachs profvoetballer die speelde als aanvaller. Hij stopte in 2004.

## Interlandcarrière
Zoebarev kwam in totaal achttien keer (twaalf doelpunten) uit voor de nationale ploeg van Kazachstan in de periode 1997–2002. Hij maakte zijn debuut op 11 juni 1997 in de WK-kwalificatiewedstrijd tegen Pakistan (0-7), en nam in dat duel in Lahore drie doelpunten voor zijn rekening.

### Interlands
| №   | Datum      | Plaats   | Wedstrijd                                 | Uitslag | Goal(s)                   |
| --- | ---------- | -------- | ----------------------------------------- | ------- | ------------------------- |
| 1.  | 11.06.1997 | Lahore   | Pakistan – Kazachstan                     | 0 – 7   | Goal · Goal · Goal        |
| 2.  | 20.09.1997 | Almaty   | Kazachstan – Oezbekistan                  | 1 – 1   |                           |
| 3.  | 04.10.1997 | Almaty   | Kazachstan – Japan                        | 1 – 1   | Goal                      |
| 4.  | 11.10.1997 | Almaty   | Kazachstan – Zuid-Korea                   | 1 – 1   |                           |
| 5.  | 18.10.1997 | Almaty   | Kazachstan – Verenigde Arabische Emiraten | 3 – 0   |                           |
| 6.  | 25.10.1997 | Tashkent | Oezbekistan – Kazachstan                  | 4 – 0   |                           |
| 7.  | 08.11.1997 | Tokyo    | Japan – Kazachstan                        | 5 – 1   |                           |
| 8.  | 01.12.1998 | Sisaket  | Kazachstan – Iran                         | 0 – 2   |                           |
| 9.  | 03.12.1998 | Sisaket  | Kazachstan – Laos                         | 5 – 0   | Goal · Goal · Goal · Goal |
| 10. | 08.12.1998 | Bangkok  | Thailand – Kazachstan                     | 1 – 1   | Goal                      |
| 11. | 10.12.1998 | Bangkok  | Qatar – Kazachstan                        | 0 – 2   | Goal                      |
| 12. | 12.12.1998 | Bangkok  | Libanon – Kazachstan                      | 3 – 0   |                           |
| 13. | 20.03.2000 | Manamah  | Bahrein – Kazachstan                      | 0 – 1   |                           |
| 14. | 31.03.2000 | Doha     | Jordanië – Kazachstan                     | 0 – 1   |                           |
| 15. | 02.04.2000 | Doha     | Qatar – Kazachstan                        | 3 – 1   |                           |
| 16. | 06.04.2000 | Doha     | Palestina – Kazachstan                    | 0 – 2   |                           |
| 17. | 08.04.2000 | Doha     | Pakistan – Kazachstan                     | 0 – 4   | Goal · Goal               |
| 18. | 07.07.2002 | Almaty   | Kazachstan – Estland                      | 1 – 1   |                           |

## Statistieken
| Seizoen:  | Club:             | Land:      | Competitie:    | Wedstrijden: | Goals: |
| --------- | ----------------- | ---------- | -------------- | ------------ | ------ |
| 1993      | Batyr             | Kazachstan | Super League   | 8            | 1      |
| 1994      | Batyr             | Kazachstan | Super League   | 20           | 4      |
| 1995      | Batyr             | Kazachstan | Super League   | 16           | 2      |
| 1996      | Batyr             | Kazachstan | Super League   | 32           | 11     |
| 1997      | Irtysj Pavlodar   | Kazachstan | Super League   | ?            | 10     |
| 1998      | FK Arsenal Toela  | Rusland    | First Division | 18           | 6      |
| 1998      | Lokomotiv Nizhniy | Rusland    | First Division | 18           | 4      |
| 1999      | Irtysj Pavlodar   | Kazachstan | Super League   | ?            | 22     |
| 2000      | Irtysj Pavlodar   | Kazachstan | Super League   | 10           | 3      |
| 2000-2001 | Apollon Limassol  | Cyprus     | A Divizion     | 25           | 15     |
| 2001-2002 | Apollon Limassol  | Cyprus     | A Divizion     | 17           | 8      |
| 2002      | Irtysj Pavlodar   | Kazachstan | Super League   | 29           | 8      |
| 2003      | Irtysj Pavlodar   | Kazachstan | Super League   | 5            | ?      |
| 2003      | Esil Bogatyr      | Kazachstan | Super League   | 13           | 7      |
| 2004      | Esil Bogatyr      | Kazachstan | Super League   | 29           | 9      |

## Erelijst
| Jaar:      | Prijs:                    |
| ---------- | ------------------------- |
| 1999       | Beste speler van het jaar |
| 1999, 2002 | Kampioen van Kazachstan   |
| 1997       | Beker van Kazachstan      |
| 2001       | Beker van Cyprus          |